# Гельпа
Гельпа — село в окрузі Брезно Банськобистрицького краю Словаччини. Станом на грудень 2015 року в селі проживало 2657 людей. Протікає річка Грон.

## Населення
| Рік:            | 1994. | 2004.   | 2014.   | 2024.    |
| --------------- | ----- | ------- | ------- | -------- |
| Кількість осіб: | 3081  | 2945    | 2686    | 2393     |
| Різниця:        |       | -4,41 % | -8,79 % | -10,90 % |

| Рік:            | 2023. | 2024.   |
| --------------- | ----- | ------- |
| Кількість осіб: | 2398  | 2393    |
| Різниця:        |       | -0,20 % |